# ORIGAMI (BURNOUT SYNDROMESのアルバム)
『ORIGAMI』（おりがみ）は、BURNOUT SYNDROMESのメジャー5枚目のオリジナル・アルバム。2024年11月27日にエピックレコードジャパンから発売された。

## 概要
アルバムとしてはベスト・アルバム『The WORLD is Mine』から約1年ぶり、オリジナルとしては約3年半ぶりのリリース。
FLOW、ASCA、東山奈央、石崎ひゅーいとコラボレーションした既発曲のほか、CHiCOやhalca、ブラジル人ラッパー・niLLとのコラボによる新曲などを収録。
初回生産限定盤には、2023年から2024年に開催された「Good Morning [New] World! TOUR」のドキュメントおよびライブ映像が収録されたBlu-rayとフォトブックが付属する。

## 収録曲
- 全作詞・作曲・編曲：熊谷和海（特記除く）。

1. Paradise of Birds
2. I Don’t Wanna Die in the Paradise（×FLOW）
編曲：岸田勇気、TAKESHI ASAKAWA
配信限定シングル。
3. Xross Road（×CHiCO）
編曲：熊谷和海、eji
アルバム発売前である2024年11月20日に先行配信された。
4. 魔王（×東山奈央）
英語詞：本山清治、熊谷和海、編曲：岸田勇気、熊谷和海
8thシングル（両A面）。テレビアニメ『魔王学院の不適合者 II 〜史上最強の魔王の始祖、転生して子孫たちの学校へ通う〜』第2クールオープニングテーマ。
5. 星屑ライダーズ
編曲：熊谷和海、eji
6. KUNOICHI（×ASCA）
編曲：岸田勇気
配信限定シングル。
7. I feel you（×halca）
作詞・作曲・編曲：halca、熊谷和海
8. 初恋カプチーノ
編曲：熊谷和海、eji
9. Amateras
編曲：熊谷和海、eji
8thシングル（両A面）。テレビアニメ『アニ×パラ〜あなたのヒーローは誰ですか〜 第17弾 パラアーチェリー編』テーマソング。
10. FORÇA（×niLL）
編曲：熊谷和海、niLL
11. BABEL
12. ORIGAMI
13. Good Morning [NEW] World!（×石崎ひゅーい）
編曲：岸田勇気、熊谷和海
ボーナス・トラック。配信限定シングルであり、テレビアニメ『Dr.STONE 龍水』オープニングテーマであった曲のアルバム・バージョン。
14. FLY HIGH!!- Portuguese Ver.-
編曲：いしわたり淳治、BURNOUT SYNDROMES
ボーナス・トラック。1stシングルであり、テレビアニメ『ハイキュー!! セカンドシーズン』オープニングテーマ。ポルトガル語バージョンで収録。